# Balzan Football Club
Balzan F.C. é uma equipe maltesa de futebol com sede em Balzan. Disputa a primeira divisão de Malta (Campeonato Maltês de Futebol).
Seus jogos são mandados no Estádio Nacional Ta' Qali, que possui capacidade para 17.000 espectadores.

## História
O Balzan F.C. foi fundado em 1937. Desde 2012, o clube joga desde 2012 na premier league de Malta, a mais alta divisão nacional. Em 2019, a equipe ganhou seu primeiro troféu, a Copa de Malta.

## Títulos
- Copa de Malta: 1

2018-19